# Rainbow Basin
Rainbow Basin es una formación geológica en la cordillera Calico Peaks, localizada aproximadamente a 13 km al norte de Barstow en el desierto de Mojave en el condado de San Bernardino, California, Estados Unidos.
La cuenca destaca por las formas fantásticas y hermosas de sus formaciones rocosas; sus yacimientos fósiles, que han proporcionado a los científicos valiosa información sobre la vida durante la época del Mioceno medio, periodo ocurrido entre 12 y 16 millones de años; y al noreste el Calico Early Man Site.

## Geología

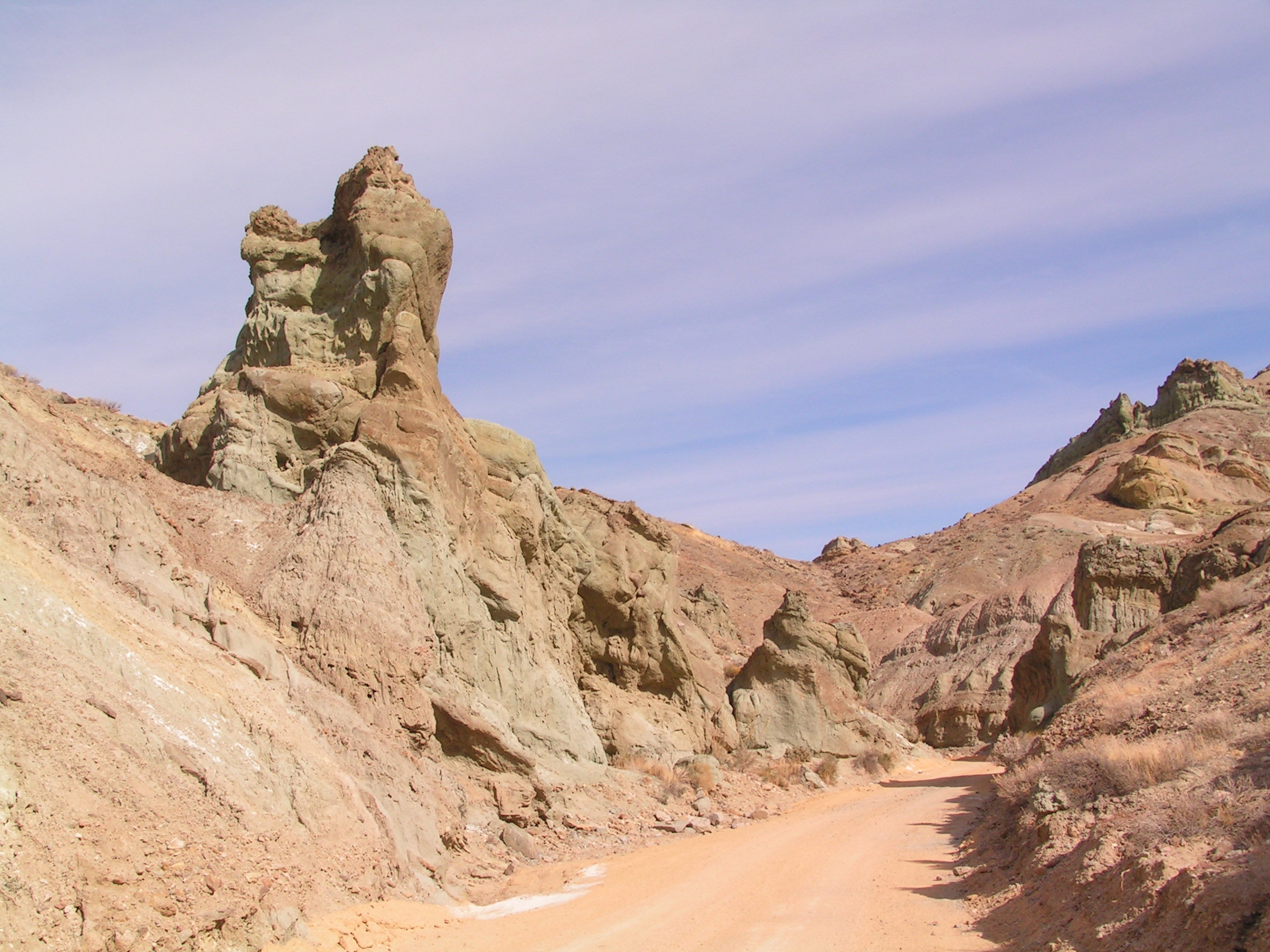
Parte de la topografía erosionada de "Badlands" de Rainbow Basin.

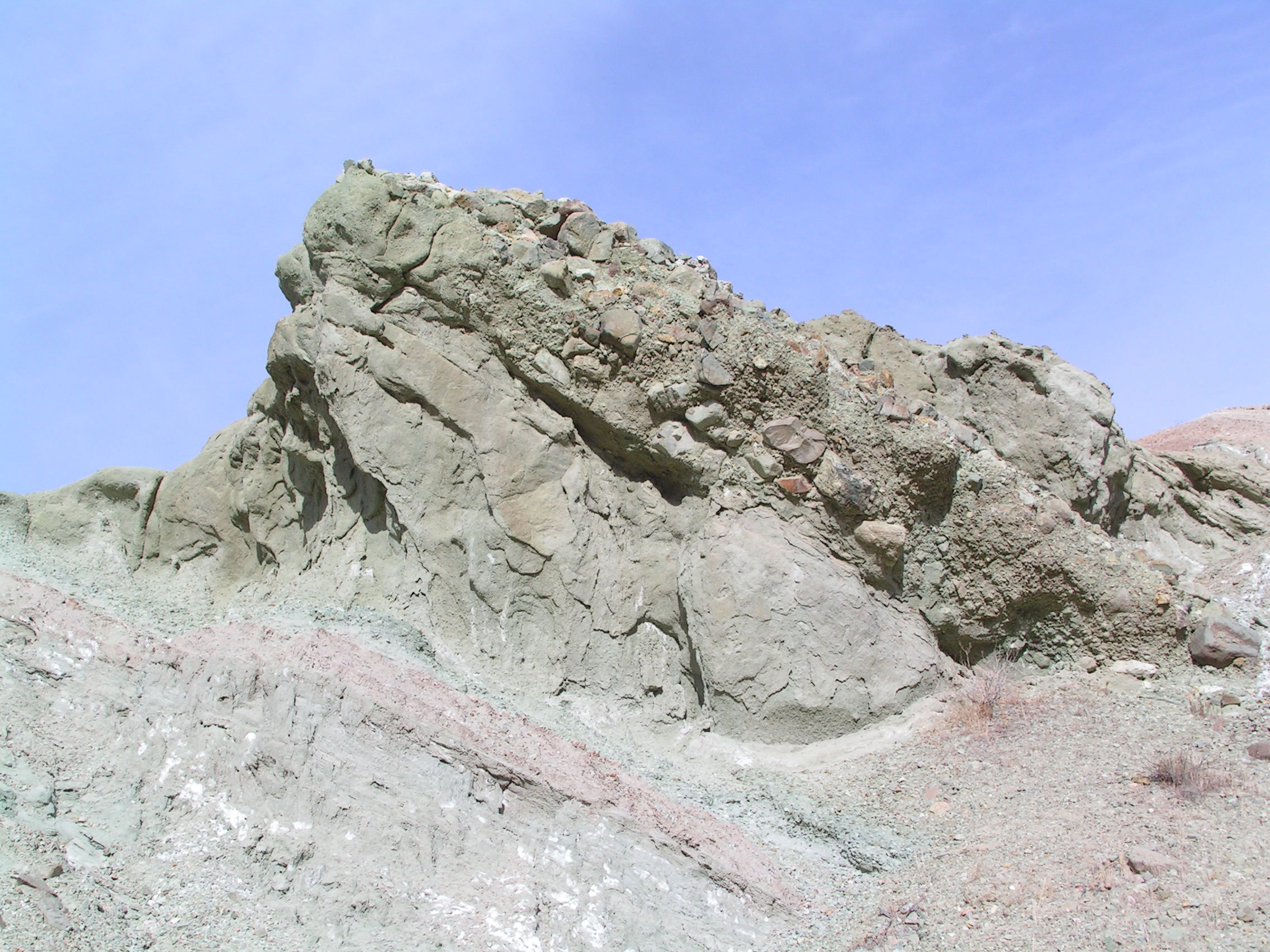
Uno de los conglomerados que componen la Formación Barstow.

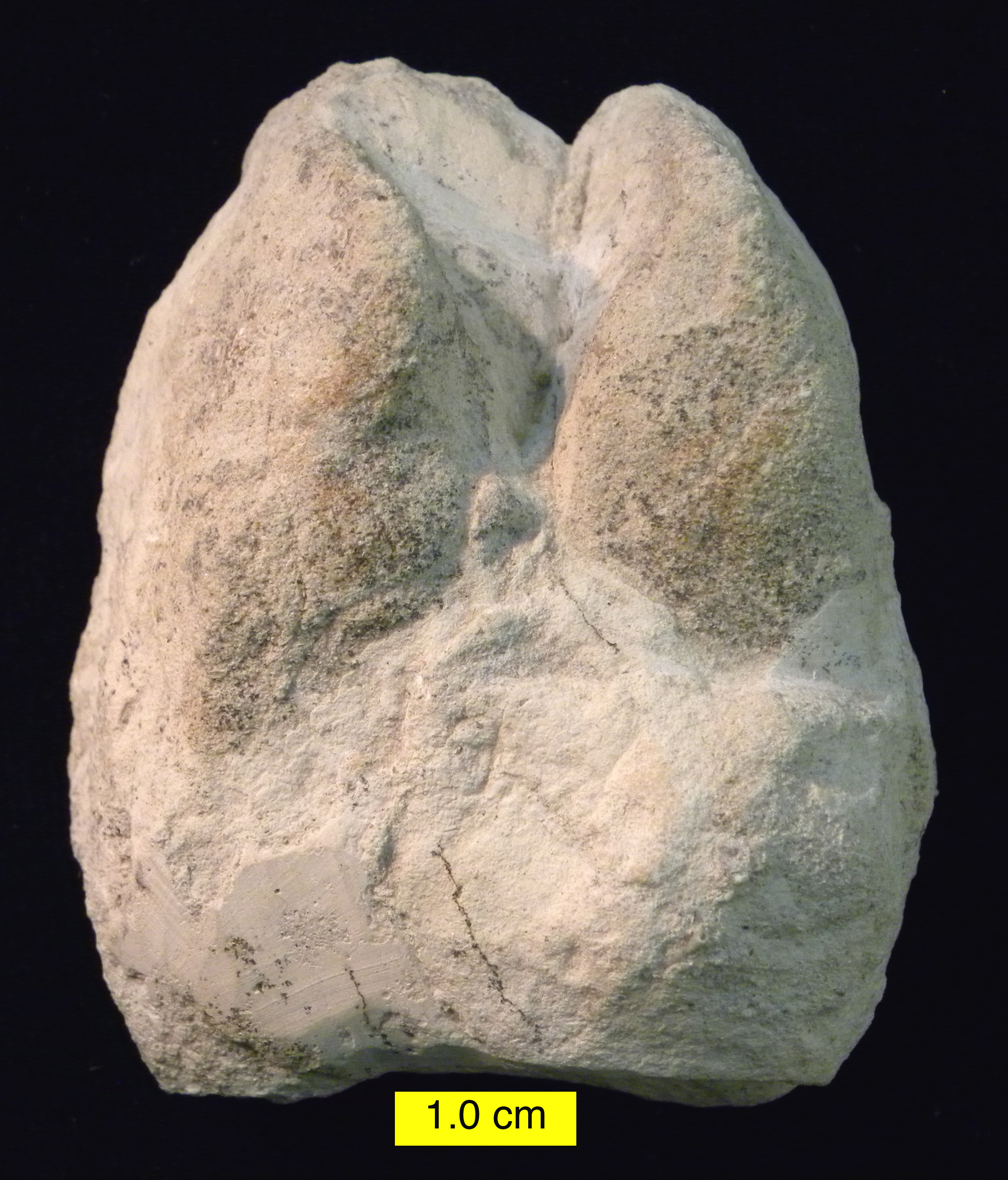
Huella de cameloide (Lamaichnum alfi Sarjeant y Reynolds, 1999; hiporrelieve convexo) de la Formación Barstow (Mioceno) de Rainbow Basin, California.

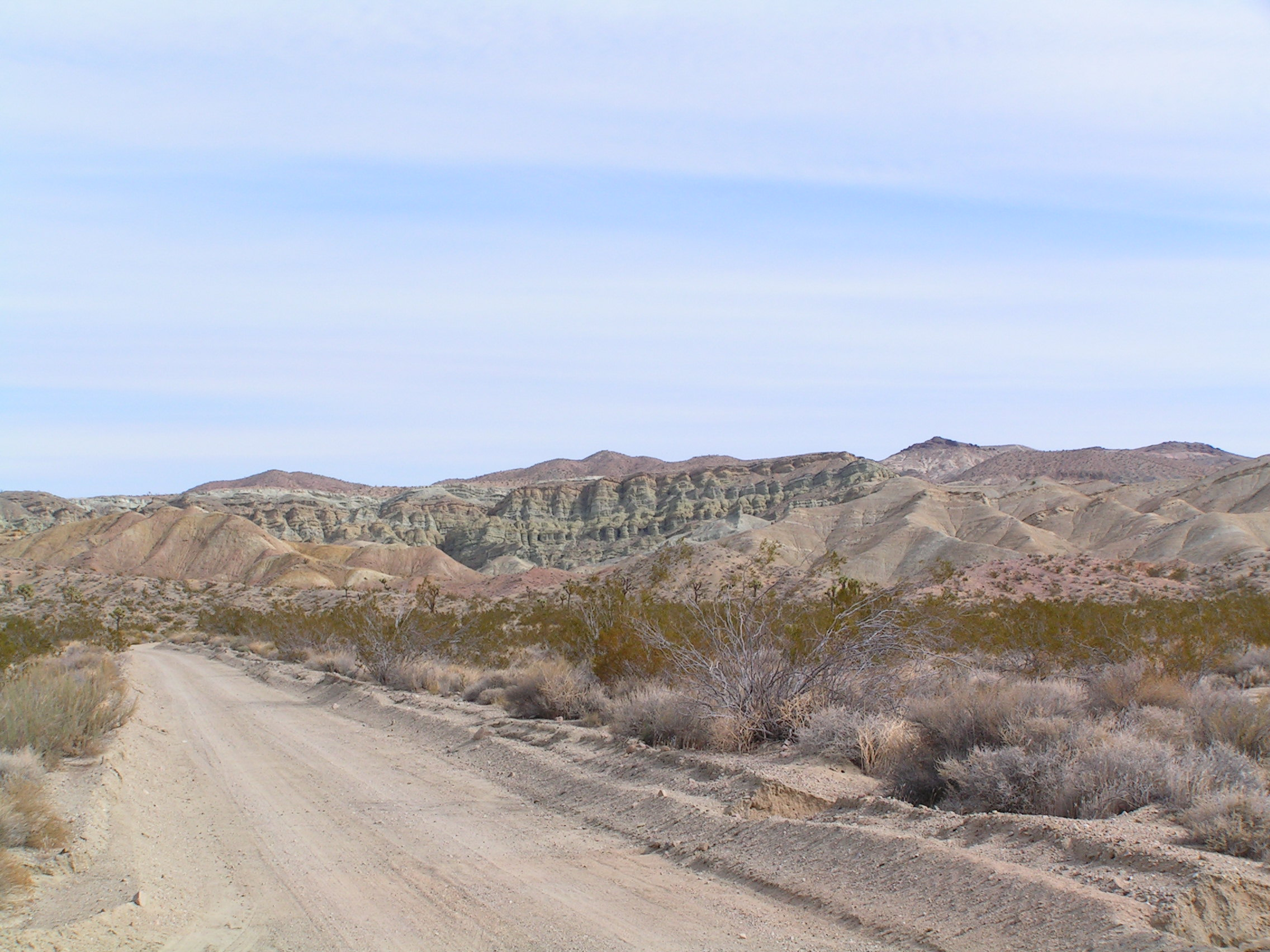
Afueras de Rainbow Basin. La capa blanca a lo largo del horizonte es toba marcadora.

Debajo de Rainbow Basin se encuentra el enorme batolito que se localiza debajo de gran parte del oeste Mojave. Hecho de un tipo de roca llamada monzonita de cuarzo, este batolito data del Cretácico o posiblemente del período Jurásico tardío. A principios de la era Cenozoica, este batolito quedó expuesto en el área que rodea la Cuenca del Arco Iris y se dobló hacia abajo a medida que se comprimía, para formar una cuenca. Los sedimentos depositados en esta cuenca se convirtieron en las rocas sedimentarias más visibles en la Cuenca del Arco Iris en la actualidad. La compresión adicional, el levantamiento y, finalmente, la extensión dejaron estas formaciones sedimentarias profundamente plegadas, siendo el pliegue más prominente el sinclinal de Barstow. Estas mismas tensiones también produjeron varias fallas en el área de Rainbow Basin.
Las gruesas capas sedimentarias se pueden dividir en tres formaciones distintas. La más baja se llama Formación Jackhammer, y está compuesta por capas de arenisca, limolita, caliza y conglomerado, todas probablemente de la época del Mioceno temprano.
Por encima de esto está la Formación Pickhandle . Los sedimentos que componen esta formación son en su mayoría de origen volcánico: toba, riolita y andesita, lo que indica que fueron depositados durante un período de vulcanismo activo. Ese tiempo fue probablemente durante el Mioceno temprano.
La más alta de las tres formaciones es la Formación Barstow, que está formada por capas de conglomerado, caliza, arenisca y pizarra. Esta formación data del Mioceno medio a tardío y contiene uno de los conjuntos de fósiles cenozoicos más grandes de América del Norte. La mayor parte del sedimento que constituye las capas de esta formación se depositó en la corriente, pero hay una capa blanca de toba riolítica (a veces llamada toba marcadora ) cerca de la parte superior.
Finalmente, además de todo lo demás, hay una capa relativamente delgada de fanglomerado (depósitos deabanico aluvial) depositada durante el Pleistoceno tardío . La erosión diferencial de rocas de diferente dureza terminó el trabajo de esculpir las formaciones en las formas fantásticas que se pueden ver hoy en Rainbow Basin.

## Yacimientos fósiles
La mayoría de los lechos de fósiles en Rainbow Basin se encuentran dentro de las rocas sedimentarias de la Formación Barstow. Incluyen muchos animales que no se encuentran hoy en California, incluidos camellos, caballos, mastodontes y flamencos. Esta colección única de animales es representativa de la edad de los mamíferos terrestres de Barstovian . En 1941, Rainbow Basin fue designada como el tipo de referencia para la edad de los mamíferos terrestres de Barstovian por la Sociedad Paleontológica de América del Norte.

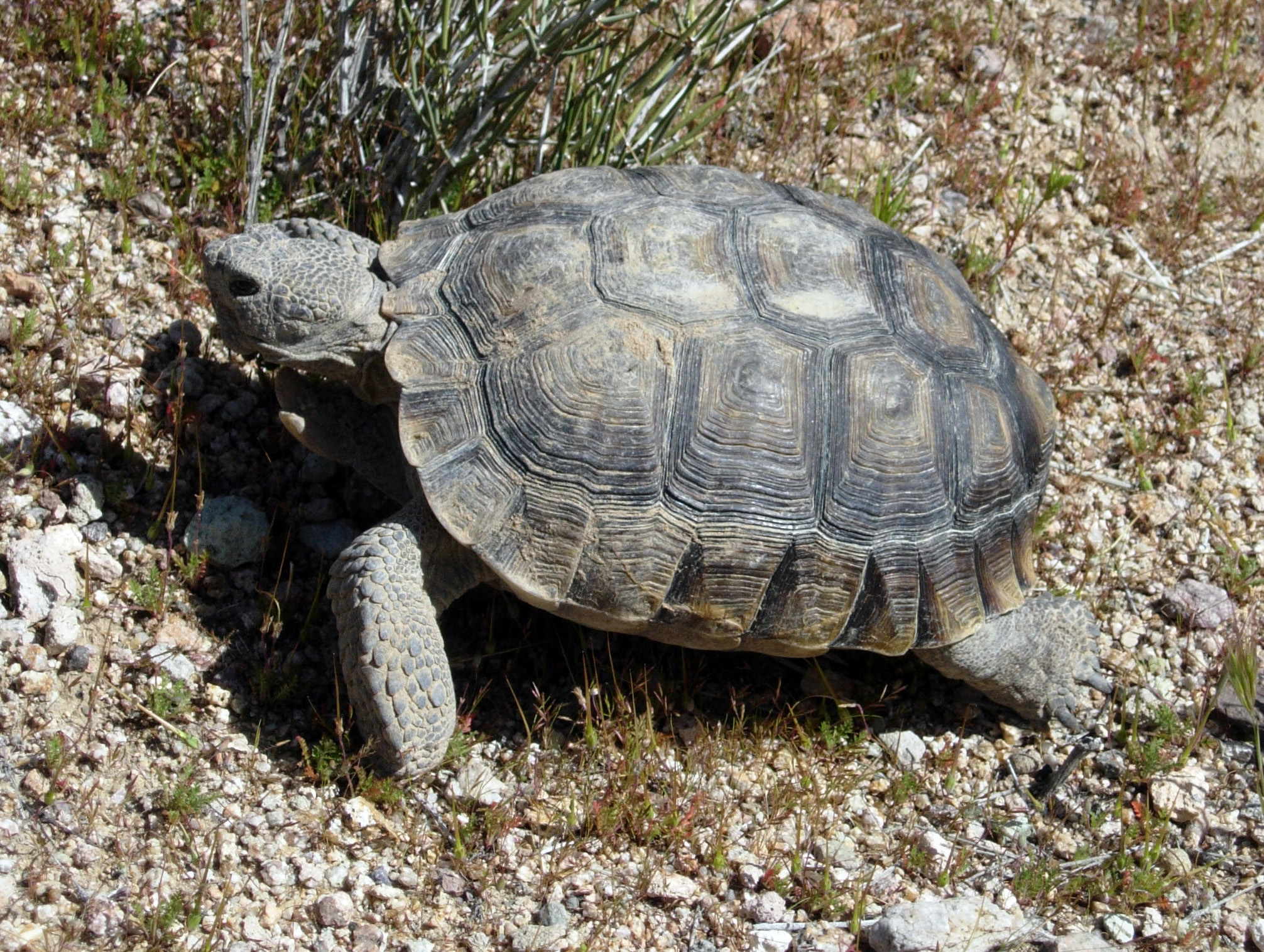
Tortuga del desierto en Rainbow Basin.

## Acceso
Rainbow Basin está abierta al público por medio de un camino de tierra de un solo sentido que recorre la cuenca. No se puede acampar dentro de Rainbow Basin, pero el campamento Owl Canyon está cerca. Los fósiles no se pueden recolectar sin un permiso. Cualquiera que planee un viaje a este hito natural debe tener en cuenta que es un área desértica y tomar las precauciones de seguridad adecuadas.